# Socket FP3
Le Socket FP3 ou μBGA906 est un socket CPU pour ordinateurs portables qui a été lancé en juin 2014 par AMD avec ses APU pour PC portables dont le nom de code est Kaveri.
Les produits ULV de marque « Kaveri » combinent un CPU Steamroller avec un GPU Crystal Series (architecture GCN), l’accélération vidéo UVD 4.2 (en) et VCE 2 (en), l’accélération audio AMD TrueAudio (en) et la prise en charge multi-moniteurs basée sur AMD Eyefinity d’un maximum de deux moniteurs non DisplayPort ou jusqu’à quatre moniteurs DisplayPort.
- Les barrettes DIMM ECC sont prises en charge sur Socket FP3, mais le mélange de barrettes DIMM ECC et non ECC au sein d’un système n’est pas pris en charge[1].
- Il y a 3 cœurs PCI Express : un cœur 2 x16 et deux cœurs 5 x8, pour un total de 64 voies. Il y a 8 ports configurables, qui peuvent être divisés en 2 groupes :
  - Groupe Gfx : contient 2 ports x8. Chaque port peut être limité à des largeurs de liaison inférieures pour les applications qui nécessitent moins de voies. De plus, les deux ports peuvent être combinés pour créer une seule liaison x16.
  - Groupe GPP : contient 1 lien UMI (en) x4 et 5 ports à usage général (GPP).

Toutes les liaisons PCIe sont capables de prendre en charge les débits de données PCIe 2.x. De plus, la liaison Gfx est capable de prendre en charge le débit de données PCIe 3.x. Le socket FP3 prend en charge deux niveaux de tension différents sur le rail VDDP. Au réglage nominal de 1,05 V, la liaison Gfx peut prendre en charge le débit de données PCI Express 3.x, tandis qu’au réglage 0,95 V, le débit de données maximal pris en charge par la liaison Gfx est PCI Express 2.x.
Le socket FP3 prend en charge deux niveaux de tension différents sur le rail VDDR. Au réglage nominal de 1,05 V, la vitesse maximale de la DDR3-2133 est acceptée, tandis qu’au réglage de 0,95 V, la vitesse maximale prise en charge est la DDR3-1600.
Son homologue pour PC de bureau est le socket FM2+.